# Arthraxon junnarensis
Arthraxon junnarensis är en gräsart som beskrevs av Sudhanshu Kumar Jain och Koppula Hemadri. Arthraxon junnarensis ingår i släktet Arthraxon och familjen gräs. Inga underarter finns listade i Catalogue of Life.